# Hoplolabis (Parilisia) subalpina
Hoplolabis (Parilisia) subalpina is een tweevleugelige uit de familie steltmuggen (Limoniidae). De soort komt voor in het Palearctisch gebied.